# Waigeum roscia
Waigeum roscia är en fjärilsart som beskrevs av Hans Fruhstorfer 1908. Waigeum roscia ingår i släktet Waigeum och familjen juvelvingar. Inga underarter finns listade i Catalogue of Life.